# Valença (Bahia)
Pour les articles homonymes, voir Valença.
Valença est une ville brésilienne de l'État de Bahia. Sa population était estimée à 96 507 habitants en 2014. La municipalité s'étend sur 1 190 km2.

## Maires
| Période | Période | Identité                       | Étiquette | Qualité |
| ------- | ------- | ------------------------------ | --------- | ------- |
| 2009    | 2012    | Ramiro José Campelo de Queiroz | PR        |         |

1. ↑  IBGE